# Kilikia Erevan
Maillots
Actualités
Le Kilikia Erevan Football Club (en arménien : Կիլիկիա Ֆուտբոլային Ակումբ), plus couramment abrégé en Kilikia Erevan, est un ancien club arménien de football fondé en 1992 et disparu en 2011, et basé à Erevan, la capitale du pays.

## Historique
- 1992 : fondation du club
- 1992 : 1re participation à la 1re division
- 1996 : 1re participation à une Coupe d'Europe (C3) (saison 1996/97)

## Bilan sportif

### Palmarès
| Compétitions nationales                                                                     |
| ------------------------------------------------------------------------------------------- |
| - Championnat d'Arménie D2 (1) : - Champion : 2003. - Coupe d'Arménie : - Finaliste : 2005. |

### Bilan européen
Note : dans les résultats ci-dessous, le score du club est toujours donné en premier.
| Saison | Compétition     | Tour         | Club            | Domicile | Extérieur | Total |
| ------ | --------------- | ------------ | --------------- | -------- | --------- | ----- |
| 2006   | Coupe Intertoto | Premier tour | Dinamo Tbilissi | 1 - 5    | 0 - 3     | 1 - 8 |

Légende
- Victoire ou qualification pour le tour suivant
- Match nul
- Défaite ou élimination de la compétition